# Julio Rey Pastor
 Julio Rey Pastor  (Logronyo, Espanya, 14 d'agost de 1888 - Buenos Aires, Argentina, 21 de febrer de 1962) va ser un matemàtic espanyol, un dels més rellevants de la seva època.

## Biografia
Els seus primers estudis van ser dirigits a la seva ciutat natal per la família de la seva mare, i els va continuar a l'Institut Sagasta de Logroño, en el qual aconseguiria el títol de Batxiller el 1903. La seva primera intenció va ser la de preparar-se per la carrera militar, però no és admès a l'Acadèmia Militar de Saragossa, al suspendre entre d'altres l'exercici de matemàtiques i decideix estudiar Ciències Exactes en la pròpia Universitat de Saragossa, on va ser alumne de Zoel García de Galdeano.
El 1909 defensa la seva tesi doctoral sobre Correspondència de figures elementals  a Madrid, ciutat on funda, al costat d'altres professors, la Reial Societat Matemàtica Espanyola. El 1911 obté per oposició la Càtedra d'anàlisi matemàtica de la Universitat d'Oviedo. En dos cursos va obtenir beques de la Junta per a l'Ampliació d'Estudis per a estudiar a Alemanya: a 1911 a Berlín i el 1913 a Göttingen, al costat de Felix Klein. Això li va permetre conèixer de primera mà el Programa d'Erlangen. Des de 1914 va exercir a la Universitat Complutense de Madrid. El 1917 va viatjar a Buenos Aires i al seu retorn va fundar la  Revista Matemàtica Hispano-Americana.
Va ingressar en la Reial Acadèmia de Ciències Exactes, Físiques i Naturals a 1920, un any abans de traslladar-se de manera definitiva a l'Argentina, on va obtenir un càrrec a la Universitat de Buenos Aires, es va casar i va tenir dos fills. No obstant això, va mantenir contactes estrets amb el món matemàtic espanyol, ja que aprofitava el període de vacances argentí per traslladar-se a Espanya. El 1954 va ingressar també a la Reial Acadèmia Espanyola succeint en la butaca "F" Emilio Fernández Galiano. El 1959 és nomenat professor emèrit per la Universitat de Buenos Aires. Aquell mateix any se li concedeix la Gran Creu de l'Orde Civil d'Alfons X el Sabi.

## Els seus treballs
Les obres publicades per Julio Rey Pastor poden classificar-se fonamentalment en dues categories: els llibres elaborats per a estudiants (de matemàtiques pures o enginyeries) i els dedicats a la divulgació científica.
Després de la seva tesi doctoral 1909, Rey Pastor va investigar en el terreny de la geometria algebraica sintètica, i geometria projectiva superior. En les memòries que va elaborar després de les seves estades a Berlín i Göttingen tractava l'estudi sintètic de corbes, incorporant grups de transformacions i axiomàtica. Amb la creació el 1915 del Laboratori i Seminari Matemàtica, va treballar sobre història de la matemàtica, geometria sintètica real i complexa, representació conforme, teoria de Galois i mètodes numèrics.
Després del seu trasllat a l'Argentina, va desenvolupar el seu treball sobre sumatòria de sèries divergents. Ha estat durant molts anys un dels autors de manuals matemàtics més utilitzat en tot el món científic de parla hispana.

## Rellevància de Rey Pastor
Un dels desitjos més vius de Rey Pastor va ser implantar la ciència a Espanya. Encara que Espanya no ha estat a l'altura dels països més importants europeus en el camp de les matemàtiques, Rey Pastor es pot incloure entre l'elit de la seva època. Aprofitant el moviment de regeneració cultural que es produeix a Espanya després de la crisi de 1898, Rey Pastor aconsegueix sortir d'Espanya i accedir al que fa l'elit matemàtica europea. Va ser a més un dels primers matemàtics espanyols que va poder investigar en bones condicions, i per això va ser un assidu de les publicacions especialitzades de l'època i un científic reconegut entre els seus iguals. Un cràter de la Lluna, la Biblioteca del Departament de Matemàtica a la Facultat de Ciències Exactes de la Universitat de Buenos Aires, el Premi Nacional de Recerca Matemàtica, un col·legi a Logronyo la seva ciutat natal, l'Institut de Madrid, el IES Rey Pastor, al Districte de Moratalaz i Institut IES Julio Rey Pastor a Albacete, (Espanya) porten el seu nom.
Rey Pastor és considerat un dels grans renovadors de les matemàtiques a tot el món de parla espanyola, i és l'iniciador d'una nova ciència, la preología.

## Obres
- 1910 — Correspondencia de figuras elementales (tesi doctoral)
- 1915 — Teoría de la representación conforme
- 1916 — Introducción a la matemática superior: estado actual, métodos y problemas (Madrid: Biblioteca Corona)
- 1916 — Fundamentos de la geometría proyectiva
- 1917 — Elementos de análisis algebraico
- 1918 — Teoría de funciones reales (Madrid, Imprenta Ramona Velasco)

Resumen de la teoría de las funciones analíticas y sus aplicaciones físicas
- 1922 — Resumen del curso de cálculo infinitesimal dictado en la Facultad de Ingeniería de Buenos Aires (Centro de Estudiantes de Ingeniería, UBA)
- 1923 — Ciencia abstracta y filosofía natural
- 1924 — Curso cíclico de matemáticas (Madrid, Ruiz de Lara Impr.)

Curso de cálculo infinitesimal (hi ha 2.ª. Edició de 1929)
- 1924 — Lecciones de álgebra
- 1926 — Los matemáticos españoles del siglo XVI (discurs inaugural any académic 1912/1913 en la Universidad de Oviedo)
- 1928 — Teoría geométrica de la polaridad (memòria elaborada en 1912)
- 1930 — Nociones de trigonometría
- 1931 — Teoría de los algoritmos lineales de convergencia y de sumación
- 1931 — Un método de sumación de series
- 1933 — Metodología de la matemática elemental (amb Pere Puig Adam)
- 1934 — Cosmografía
- 1940 — Geometría algebraica
- 1942 — Elementos de la teoría de funciones
- 1943 — Lema de Pincherle y lema de Borel
- 1944 — Integrales parciales de las funciones de dos variables en intervalo infinito
- 1945 — La ciencia y la técnica en el descubrimiento de América

Newton químico
- 1945 — Elementos de análisis algebraico (Buenos Aires: Imprenta Index-Solís)
- 1946 — Introducción a la epistemología de Aristóteles
- 1946 — Introducción a la epistemología y fundamentación de la matemática Buenos Aires: Espasa-Calpe)
- 1951 — La matemática superior: métodos y problemas del siglo XIX
- 1951 — Geometría integral (amb Luis Santaló) (Ed. Espasa Calpe Argentina)
- 1951 — Historia de la matemàtica (amb José Babini)
- 1952 — Análisis matemático (amb Pedro Pi Calleja i César Anselmo Trejo) Curs en 3 vols, cèlebre en la literatura matemática de parla hispana.
- 1955 — Los problemas lineales de la física
- 1958 — Funciones de Bessel (amb Antonio de Castro Brzezicki)
- 1958 — Geometría analítica (amb Luis Santaló i Manuel Balanzat), (Ed. Kapelusz)
- 1960 — La cartografía mallorquina (amb Ernesto García Camarero)
- 2006 — Historia de la matemática ambJosé Babini, Gedisa editorial, Barcelona; ISBN 84-7432-809-8; prefaci de Joan Vernet
- 1958 -  Funcions de Bessel  (amb Antonio de Castro Brzezicki)
- 1960 -  La cartografía mallorquina  (amb Ernesto García Camarero)